# Musa Audu
Musa Audu (18 giugno 1980) è un velocista nigeriano, specializzato nei 400 metri piani.

## Palmarès
- Giochi olimpici

Atene 2004: bronzo nella staffetta 4x400 metri maschile.
- Giochi panafricani

Abuja 2003: argento nella staffetta 4x400 metri maschile.